# Флаг Староведугского сельского поселения
Флаг муниципального образования Староведугское сельское поселение Семилукского муниципального района Воронежской области Российской Федерации — опознавательно-правовой знак, служащий официальным символом муниципального образования.
Флаг утверждён 23 ноября 2012 года решением Совета народных депутатов Староведугского сельского поселения № 111 и 26 декабря 2012 года внесён в Государственный геральдический регистр Российской Федерации с присвоением регистрационного номера 8019.

## Описание
«Прямоугольное двухстороннее полотнище с отношением ширины к длине 2:3, состоящее из четырёх равных частей, разграниченных вертикальной и волнообразной горизонтальной линией: голубого и жёлтого цвета у древка и жёлтого и голубого цвета у свободного края. На части полотнища изображены фигуры из герба Староведугского сельского поселения, выполненные белым, серым, жёлтым, оранжевым, малиновым и тёмно-малиновыми цветом».

## Обоснование символики
Староведугское сельское поселение состоит из трёх сел Старая Ведуга, Ольшанка, Поляна и пяти хуторов. Здесь протекают река Ведуга и её приток Ольшанка. В селе Старая Ведуга расположен древний храм Покрова Богородицы (1801), в настоящее время восстанавливаемый.
Символика флага Староведугского сельского поселения многозначна:
— вертикальное деление полотнища на две части — символ того, что Староведугское сельское поселение образовано слиянием 2-х поселений Староведугского и Староольшанского;
— летящие друг к другу птицы — символ того, что Староведугское поселение граничит на западе с Курской областью, а на севере — с Землянским сельским поселением. Серебряная куропатка — из герба Курской области, а пурпурная перепелка — из герба уездного города Землянска, поскольку земли Староведугского поселения входили ранее в Землянский уезд;
— изгибающиеся дугой волны — аллегория извилистых рек поселения, символизирует Староведугское поселение;
— ветка ольхи — гласный символ названия речки и села Ольшанки и Староольшанского поселения (ольха — ольша);
— колокол и огибающий её сверху лазоревый пояс — символ храма Покрова Богородицы, символ духовности жителей поселения. Колокол — символ единения, сбора, призыва.
Голубой цвет (лазурь) — символ возвышенных устремлений, искренности, преданности, возрождения.
Жёлтый цвет (золото) — символ высшей ценности, величия, богатства, урожая.
Белый цвет (серебро) — символ чистоты, открытости, божественной мудрости, примирения.
Малиновый цвет (пурпур) — символ власти, славы, почёта, благородства происхождения, древности.